# TradeStation
TradeStation est un logiciel fonctionnant sur MS Windows, conçu, vendu et distribué par TradeStation Securities. C'est un logiciel d'analyse technique et une plateforme électronique de trading qui est utilisée pour analyser et trader les marchés financiers. Il utilise un langage de programmation propriétaire intégré nommé EasyLanguage,.
TradeStation est une plate-forme de trading professionnelle pour les traders des marchés financiers. Il est utilisé principalement pour de petites opérations d'investissements puisque les grandes institutions financières tendent à avoir leurs propres solutions développées en interne. Il fournit de larges fonctionnalités pour recevoir des données en temps réel, affichant des graphiques, et entrant dans des positions d'investissements. Bien qu'il soit fourni avec un grand nombre d'indicateurs prédéfinis, les personnes peuvent créer et afficher leurs propres indicateurs en utilisant le langage de programmation intégré EasyLanguage. TradeStation gère le développement, le test et l'automatisation de tous les aspects du trading. Les stratégies de Trading peuvent être back-testées et optimisées à partir de données historiques avant d'être rendues opérationnelles et de tradées « en réel ».  TradeStation peut soit être utilisé comme outil de test et de recherche, ou comme une plateforme de trading avec TradeStation Securities agissant en tant que société de courtage(broker),.

## Extensions
Un nombre important de développeurs tiers vendent des extensions complémentaires pour TradeStation. Depuis que TradeStation est une plateforme de développement, un programme de trading personnalisé peut être développé et qui est appelé un système de trading ou stratégie de trading. Si n'importe quel trader a une stratégie potentiellement profitable et qu'il aimerait voir développé en tant que code source, il peut soit écrire sa propre stratégie en EasyLanguage (en) ou avoir son système de trading développé par un développeur tiers.

## Versions du logiciel
La dernière version du logiciel est la version 8.6  - ces données en temps réel couvrent seulement les marchés des États-Unis d'Amérique et les marchés financiers allemands comme le DAX (avril 2009 : sources de données en temps réel uniquement pour les États-Unis d'Amérique et l'Allemagne : source1 source2)  bien qu'il y ait des plans pour étendre la couverture à d'autres pays. La version 5 était appelée TradeStation 2000i et pouvait utiliser une large variété de sources de données en temps réel différentes, bien qu'elle ne soit plus officiellement supportée, elle est toujours utilisée par des traders souhaitant travailler avec des données en temps réel non-américaines (USA). Le support pour Tradestation 5.0 alias 2000i est terminé depuis le 31 décembre 2003 lien avec l'annonce. La version 4 de TradeStation était un logiciel 16 bit et il n'est maintenant plus utilisé depuis longtemps.

## Historique des versions du logiciel
- TradeStation 3.0 (janvier 1993) source 3.0
- TradeStation 4.0
- TradeStation 5.0 alias TradeStation 2000i (février 1999) source 5.0
- TradeStation 6.0
- TradeStation 7.0
- TradeStation 7.1
- TradeStation 7.2
- TradeStation 8.0
- TradeStation 8.1
- TradeStation 8.2
- TradeStation 8.3 (juin 2007) source 8.3
- TradeStation 8.4 (octobre 2008) source 8.4
- TradeStation 8.5 (février 2009) source 8.5
- TradeStation 8.6 (avril 2009) source 8.6